# الإصلاح (سوهاج)
قرية الإصلاح هي إحدى القرى التابعة لمركز البلينا بمحافظة سوهاج في جمهورية مصر العربية. حسب إحصاءات سنة 2006، بلغ إجمالي السكان في الإصلاح 9265 نسمة، منهم 4458 رجل و4807 امرأة.